# Tanya Valko
Tanya Valko, właśc. Tatiana Kaczmarczyk (ur. 13 września 1963 w Krakowie) – polska pisarka i poetka; arabistka, tłumaczka, bizneswoman; podróżniczka.

## Życiorys
Urodzona i wychowana w Krakowie.  Po ukończeniu krakowskiego V Liceum Ogólnokształcącego studiowała na Uniwersytecie Jagiellońskim w latach 1982–1986 na Wydziale Bohemistyki, a w latach 1984–1991 studiowała arabistykę w Instytucie Filologii Orientalnej UJ. W czasie studiów pracowała jako tłumaczka z języka czeskiego i angielskiego, a także projektowała i szyła ekskluzywną odzież do butików (lata 1988–1995). Prowadziła również zakład powroźniczy po ojcu. Jeszcze w trakcie studiów dostała stypendium do Libii, z którego jednak nie skorzystała.
Przebywała w Libii u boku swojego męża w latach 1984–1985 (al-Urban, Góry Gharianu) oraz w 1986–1988 (Misrata, Wybrzeże Wielkiej Syrty). W 1995 roku ponownie wyjechała do Libii. Do roku 1998 mieszkała w miejscowości Zawia, a od 1998 w Trypolisie, stolicy Libii. W latach 1996–1998 pracowała jako nauczycielka w Polskiej Szkole dla dzieci obywateli polskich czasowo przebywających za granicą im. Obrońców Tobruku przy Ambasadzie RP w Trypolisie. Dodatkowo prowadziła kursy języka angielskiego dla dzieci i młodzieży. Od 1998 r. godziła pracę w szkole z pracą asystentki ambasadorów RP, a także w ambasadzkim wydziale konsularnym.
W latach 2005–2007, po powrocie do Polski, mieszkała w Krakowie i Warszawie, na życie zarabiając tłumaczeniami oraz prowadząc hostel „Konsul” i przedsiębiorstwo wielobranżowe. W 2007 r., po dwóch latach pobytu w ojczyźnie, wyjechała ponownie, tym razem do Arabii Saudyjskiej, gdzie znów pracowała jako asystentka ambasadorów RP. W 2012 roku  przeprowadziła się z Rijadu do Dżakarty, stolicy Indonezji, gdzie pracowała w Ambasadzie RP i równocześnie tworzyła.
W 2018 r. wróciła do Polski.

## Powieści

### Arabska saga
- 2010: Arabska żona[5]
- 2011: Arabska córka[6]
- 2012: Arabska krew[7]
- 2013: Arabska księżniczka[8]
- 2016: Arabska krucjata[9]
- 2017: Arabski mąż[10]
- 2018: Arabski syn[11]
- 2019: Arabski raj
- 2020: Arabski książę
- 2020: Arabska wendeta[12]
- 2021: Arabska Żydówka
- 2021: Arabska kochanka

- 2022: Arabska zdrajczyni
- 2023: Arabska ofiara
- 2024: Arabskie łzy
- 2025: Arabska klątwa[13]

### Azjatycka saga
- 2014: Okruchy raju[14]
- 2015: Miłość na Bali

### Inne
- 2005: Libia od kuchni
- 2006: Życie codzienne w Trypolisie
- 2007: Dość odchudzania – czas na dietę
- 2007: Sahara: Ocean ciszy
- 2007: Nowoczesna książka kucharska
- 2013: Zrób mnie młodszą, zrób mnie piękną
- 2014: Odchudzająca książka kucharska